# 丹下敏明
丹下 敏明（たんげ としあき、1948年 - ）は、日本の建築研究者。ガウディ研究センター理事長。アントニ・ガウディの研究家として名をはせる建築家。

## 経歴[1]
1971年 名城大学建築学部卒業、6月スペインに渡る
1974年 コロニア・グエルの地下聖堂実測図面製作 (カタルーニャ建築家協会・歴史アーカイヴ局の依頼)
1974～82年 Salvador Tarrago建築事務所勤務
1984～2022年 磯崎新のパラウ・サン・ジョルディの設計チームに参加。以降パラフォイスの体育館, ア・コルーニャ人間科学館, ビルバオのIsozaki Atea , バルセロナのCaixaForum, ブラーネスのIlla de Blanes計画, バルセロナのビジネス・パークD38、マドリッドのHotel Puerta America, カイロのエジプト国立文明博物館計画(現在進行中)などに参加
1989年 世界デザイン博覧会「ガウディの城」コミッショナー
1990年 大丸「ガウディ展」企画 (全国4店で開催)
1994年～2002年 ガウディ・研究センター理事
2002年 「ガウディとセラミック」展 (バルセロナ・アパレハドール協会展示会場)
2014年以降 World Gaudi Congress常任委員
2018年 モデルニスモの生理学展(サン・ジョアン・デスピ)
2019年 ジュゼップ・マリア・ジュジョール生誕140周年国際会議参加

## 著書
- 丹下敏明『ガウデイの生涯』彰国社、1978年10月1日。ISBN 978-4395001330。 NCID BN02334104。
- 丹下敏明『スペイン建築史』相模書房〈相模選書 建築各国史〉、1980年1月1日。ISBN 978-4782479063。 NCID BN01699050。
- 丹下敏明『わが街バルセローナ こだわりガイド』TOTO出版、1991年11月1日。ISBN 978-4887060340。 NCID BN07023134。
- 丹下敏明『建築家人名事典 西洋歴史建築篇』三交社、1997年6月1日。ISBN 978-4879195678。 NCID BA30906521。
- 丹下敏明『バルセロナのガウディ建築案内』平凡社〈コロナ・ブックス197〉、2014年11月13日。ISBN 978-4582634952。 NCID BB17423509。